# Santuario della Natività della Beata Vergine Maria
Il santuario della Natività della Beata Vergine Maria è la parrocchiale di Conscio, frazione di Casale sul Sile, in provincia e diocesi di Treviso; fa parte del vicariato di Mogliano Veneto.

## Storia
L'origine dell'edificio risale al 1466, quando gli abitanti del luogo costruirono un luogo di culto in ricordo dell'apparizione mariana e dedicata alla Madonna. Il fondo apparteneva all'abbazia di Nervesa e la chiesa fu per questo considerata fra le sue pertinenze.
Fu per secoli una frequentata meta di pellegrinaggi, gestiti da una piccola comunità di carmelitani che aveva sede in un convento limitrofo. Il monastero fu soppresso nel 1652 da papa Innocenzo X e gli immobili furono venduti per finanziare la guerra di Candia. Nel 1702 divenne parrocchiale e nel 1762 fu definitivamente consacrata. L'edificio attuale risale alla ricostruzione del 1570.
Il 14 agosto 1988 il vescovo di Treviso Antonio Mistrorigo elevò al rango di santuario la chiesa, essendosi appena concluso un radicale restauro.

## Descrizione
La chiesa è in stile romanico, con la facciata ornata da un rosone, lesene e archetti rampanti sottogronda.
L'interno è a navata unica, con il soffitto a capriate a vista. Gli altari sono tre; il maggiore è sormontato dal pregevole gruppo ligneo dell'apparizione. Da ricordare poi le statue dei santi Osvaldo e Rocco, trafugate nel 1976 e ricollocate nelle nicchie originali nel 2002.
Nella chiesa, si trova l'organo a canne Mascioni opus 1013 costruito nel 1977. A trasmissione integralmente meccanica, ha due tastiere di 61 note e pedaliera di 32 note.